# Ferdinand Hurter
Ferdinand Hurter (15 de março de 1844 – 12 de março de 1898) foi um químico industrial suíço que teve papel importante no desenvolvimento de métodos industriais de produção de álcalis. Além disso, juntamente com seu parceiro de trabalho Vero Charles Driffield, propôs inovações no campo da fotografia.

## Juventude
Ferdinand Hurter nasceu em Schaffhausen, na Suíça, o único filho de Tobias Hurter, um encadernador, e sua esposa Anna Oechslein. Seu pai morreu quando o jovem Ferdinand tinha apenas dois anos de idade, e para o sustento seu e de sua irmã Elizabeth sua mãe viu-se obrigada a trabalhar como enfermeira. Mais tarde ela se casou com o meio-irmão de seu falecido marido, David, e Ferdinand desenvolveu uma forte relação com o padrasto. Depois de receber educação no ginásio local, ele se tornou aprendiz de um tintureiro em Winterthur, antes de se mudar para Zurique para trabalhar em uma empresa de seda. Em seguida ele frequentou a Escola Politécnica Federal Suíça, e mais tarde a Universidade de Heidelberg, onde estudou química com Robert Bunsen e física com Gustav Kirchhoff. Recebeu seu doutorado em 1866, com a mais alta distinção.

## Carreira
A Hurter foi oferecida uma cátedra em Aarau, mas este preferiu recusa-la e, com algumas cartas de apresentação, mudou-se para Manchester no ano de 1867. Ele se juntou a Henry Deacon e Holbrook Gaskell em seu negócios de fabricação álcalis, Gaskell, Deacon & Co., em Lancashire. Nessa empresa ele tornou-se químico-chefe e trabalhou com Deacon para desenvolver um processo de conversão de ácido clorídrico, um subproduto do processo Leblanc de produção de álcalis, em cloro, que então era utilizado na fabricação de pó descolorante. Ele foi um pioneiro na aplicação dos princípios da físico-química e da termodinâmica em processos industriais e, em 1880, era considerado uma autoridade mundial na fabricação de álcalis. Hurter era um forte defensor do processo Leblanc, que considerava superior a outros métodos de fabricação de álcalis que estavam sendo desenvolvidos naquele tempo, e embora tenha feito estudado o processo Solvay, não obteve qualquer sucesso. Ele argumentou contra a produção de álcalis por eletrólise de salmoura por causa da enorme quantidade de energia elétrica que isso exigiria, embora mais tarde mostrou-se menos convicto quanto a isso.
Quando as fábricas Leblanc fundiram-se em 1890 e formaram a United Alkali Company, Hurter foi encarregado de organizar um laboratório de pesquisas em Widnes, que mais tarde foi nomeado em sua homenagem. Ele desempenhou um papel importante na fundação da Society of Chemical Industry, em 1881, tornando-se seu presidente durante o biênio 1888–1890. Apenas em revistas inglesas publicou 24 artigos científicos, e dava frequentes palestras buscando popularizar temas científicos. Como químico-chefe da United Alkali Company, apesar de seus problemas de saúde, ele viajou a vários países na Europa e também fez uma visita aos EUA. A Society of Chemical Industry criou e financia a Hurter Memorial Lecture, cujo nome o homenageia.

## Vida pessoal
Em 1871 Hurter casou-se com Hannah Garnett de Farnworth, Widnes, com quem teve seis filhos, um dos quais morreu na infância. Hurter manteve a nacionalidade suíça ao longo de sua vida e enviou seus filhos para receber parte de seus estudos na Suíça. Ele gostava de música e tocava clarinete e piano. Ele também teve um interesse na fotografia, colaborando em pesquisa com Vero Charles Driffield, um engenheiro do Gaskell, Deacon & Co. Juntos eles publicaram alguns artigos (além dos trabalhos de Hurter em química) e em 1898 foram premiados conjuntamente com a Progress Medal, da Royal Photographic Society. Os resultados de suas pesquisas revolucionaram a fotografia. Hurter fez campanha para a educação gratuita e para a introdução do sistema métrico na grã-Bretanha. Ele morreu em sua casa em Cressington Park, em Liverpool, e foi sepultado no adro da igreja de Farnworth.